# Боливарианские игры 2009
16-е Боливарианские игры проходили с 14 по 26 ноября 2009 года в Сукре (Боливия). В соревнованиях приняли участие 2377 спортсменов из 6 стран. В ряде боливийских городов прошли несколько спортивных мероприятий, в том числе и в Кочабамбе, Санта-Крусе-де-ла-Сьерре и Тарихе. Кроме того, мероприятия были проведены за пределами Боливии: Гуаякиль, Лима, Кито и Салинас. Церемония открытия состоялась 14 ноября 2009 года на Эстадио Патриа в Сукре, Боливия. Игры были официально открыты президентом Боливии Эво Моралесом. Факел нёс пловец Эктор Медина.

## Страны-участницы
| - Боливия (493) - Колумбия (520) | - Эквадор (438) - Панама (94) | - Перу (277) - Венесуэла (555) |

В скобках — количество участников от тои или иной страны на играх.

## Виды спорта
- Водные виды спорта:
  -  Плавание
- Стрельба из лука
- Лёгкая атлетика
- Бейсбол
- Боулинг
- Бильярд
- Баскетбол
- Бокс
- Гребля на байдарках и каноэ
- Велоспорт:
  -  BMX-гонки
  -  Катание на горных велосипедах
  -  Велоспорт на шоссе
  -  Велотрековые гонки
- Конный спорт
- Фехтование
- Футбол 1
- Мини-футбол
- Гимнастика:
  -  Спортивная гимнастика
  -  Художественная гимнастика
- Дзюдо
- Карате
- Ракетбол
- Академическая гребля
- Парусный спорт
- Стрельба
- Софтбол
- Сквош
- Сёрфинг
- Настольный теннис
- Теннис
- Таэквондо
- Триатлон
- Волейбол
- Пляжный волейбол
- Тяжёлая атлетика
- Борьба

1: В соревнованиях участвовали молодёжные сборные (U-17).

## Итоги Игр
| Место | Страна    | Золото | Серебро | Бронза | Всего |
| 1     | Венесуэла | 193    | 172     | 92     | 457   |
| 2     | Колумбия  | 143    | 125     | 90     | 358   |
| 3     | Эквадор   | 47     | 78      | 149    | 274   |
| 4     | Перу      | 30     | 36      | 79     | 145   |
| 5     | Боливия   | 20     | 19      | 84     | 123   |
| 6     | Панама    | 2      | 6       | 17     | 25    |
| Всего | Всего     | 435    | 436     | 511    | 1382  |